# Massacro di Al-Aqsa
Il massacro di Al Aqsa, o rivolta del Monte del Tempio, noto anche come Lunedì Nero, ebbe luogo a Gerusalemme, presso la spianata delle moschee, alle 10:30 di lunedì 8 ottobre 1990, prima della preghiera di Zuhr durante il terzo anno della Prima Intifada. In seguito alla decisione del Temple Mount Faithful, movimento estremista dell'ortodossia ebraica, di porre la prima pietra per il nuovo Tempio, scoppiarono rivolte di massa. Negli scontri che seguirono, 16 palestinesi vennero uccisi, uno morì di infarto, più di 150 palestinesi furono feriti dalle forze di sicurezza israeliane e più di 20 civili e poliziotti israeliani rimasero feriti. la risoluzione 672 del Consiglio di sicurezza delle Nazioni Unite, che è stata respinta da Israele, "ha condannato in particolare gli atti di violenza commessi dalle forze di sicurezza israeliane" e la risoluzione 673 del Consiglio di sicurezza delle Nazioni Unite ha esortato Israele a riconsiderare il suo rifiuto di consentire al segretario generale delle Nazioni Unite Javier Perez de Cuellar a svolgere un'indagine.

## Contesto
Il Monte del Tempio o Spianata delle moschee è il luogo più sacro sulla terra per gli ebrei, un luogo in cui Dio si è manifestato e dove si trovavano il Primo e il Secondo Tempio. Il monte, nella credenza mistica ebraica, è anche l'inizio e la fine del mondo. Al contrario, i musulmani considerano il sito sacro e temono una possibile conquista ebraica. La zona è stato un punto di ricorrenti tensioni.
Durante la festività di Sukkot del 1989, i membri del Temple Mount Faithful tentarono per la prima volta di marciare con una prima pietra di fondazione verso il monte. Impedito dalla polizia, il tentativo ha comunque provocato una violenta reazione da parte dei fedeli musulmani che hanno lanciato pietre contro i fedeli ebrei situati ai piedi del Muro del Pianto.
Durante il 1990, il Waqf ha eretto pulpiti e giardini in luoghi precedentemente vuoti sul monte per scongiurare una presunta invasione ebraica. Il Temple Mount Faithful ha fatto appello alla corte suprema israeliana affinché la legge sulle antichità venisse applicata in modo che i manufatti antichi non venissero distrutti. La corte suprema ha rigettato la richiesta.
A causa dei violenti eventi del 1989, la polizia ha imposto rigide restrizioni alla prevista marcia di Sukkot del 1990 con la prima pietra di fondazione. Venne annunciato sui media ebrei e arabi che i membri dell'organizzazione Temple Mount Faithful non sarebbero stati ammessi vicino al monte. I fedeli minacciarono che avrebbero comunque marciato verso il monte ed eretto una Sukkah (capanna) in corrispondenza della porta Mughrabi. Le autorità musulmane hanno invitato i credenti musulmani a fermare la marcia con i loro corpi, e il 7 ottobre uomini mascherati sono andati di porta in porta in un quartiere arabo chiedendo che i residenti partecipassero. I media palestinesi e Hamas hanno pubblicizzato la questione.

## Eventi
Secondo Anthony Lewis :
I palestinesi sul Monte del Tempio hanno iniziato a lanciare pietre contro gli ebrei che adoravano, durante una festa religiosa, al di sotto del Muro Occidentale. Le uniche forze di sicurezza presenti, 40 uomini della polizia di frontiera israeliana paramilitare, hanno usato proiettili veri sui palestinesi. Ne hanno uccisi almeno 21. Non ci sono stati morti israeliani. Il governo israeliano ha affermato che i palestinesi hanno portato con sé le pietre e hanno inscenato l'incidente come una provocazione politica. Il Monte del Tempio è una pianura lastricata che di solito ha poche o nessuna pietra. Ma a quel tempo i lavori di costruzione fornivano materiale per i missili. Zeev Schiff, il rispettato corrispondente per la difesa del quotidiano Haaretz, ha detto che i palestinesi hanno iniziato a lanciare pietre solo dopo che le moschee nel vicino villaggio di Silwan hanno annunciato attraverso gli altoparlanti che gli estremisti ebrei erano arrivati lì. Gli estremisti erano dell'organizzazion Temple Mount Faithful, che proponeva di ricostruire il Tempio di Salomone dove ora sorge la moschea di Al-Aqsa.

## Risposta internazionale
Il 10 ottobre, gli Stati Uniti hanno proposto una risoluzione, sostenuta dal segretario generale delle Nazioni Unite, Javier Perez de Cuellar, per indagare sull'incidente di al-Aqsa e riferire tempestivamente al Consiglio di sicurezza. Le Nazioni Unite hanno emesso la seguente risoluzione il 12 ottobre 1990, facendo riferimento all'evento:
Ris. 672 (12 ottobre 1990) – "Esprime allarme per le violenze avvenute" l'8 ottobre 1990, "presso l'Al Haram al Shareef e altri Luoghi Santi di Gerusalemme, provocando la morte di oltre venti palestinesi e il ferimento di più di centocinquanta persone, compresi civili palestinesi e fedeli innocenti", "Condanna in particolare gli atti di violenza commessi dalle forze israeliane che hanno provocato feriti e perdite di vite umane", e "Richiede, in relazione alla decisione del segretario generale di inviare una missione nella regione, cosa che il Consiglio accoglie con favore, che gli presenti un rapporto entro la fine di ottobre 1990 contenente le sue scoperte e conclusioni e che utilizzi, se del caso, tutte le risorse delle Nazioni Unite nella regione per portare avanti la missione."
Israele ha finito per respingere la risoluzione, affermando che non abbia considerato gli attacchi con pietre contro i fedeli ebrei al Muro Occidentale. A sua volta, il 24 ottobre 1990, il Consiglio di Sicurezza dell'ONU appoggiò all'unanimità la Risoluzione 673 del Consiglio di Sicurezza dell'ONU che condannava il rifiuto israeliano della missione d'inchiesta delle Nazioni Unite.
Deplora il rifiuto del governo israeliano di ricevere la missione del segretario generale nella regione", e "esorta il governo israeliano a riconsiderare la sua decisione e insiste affinché si conformi pienamente alla risoluzione 672 (1990) e consenta la missione del Segretario Generale di procedere in linea con il suo scopo.
Non riuscendo a ottenere un accordo da Israele, il 31 ottobre il segretario generale Javier Pérez de Cuéllar ha pubblicato il suo rapporto. Nel rapporto, ha dichiarato:
Il segretario generale non è stato quindi in grado di ottenere informazioni indipendenti sul posto, sulle circostanze che circondano i recenti eventi a Gerusalemme e sviluppi simili in Cisgiordania e nella Striscia di Gaza. Tuttavia, la stampa internazionale ha dato ampia copertura agli scontri avvenuti ad Al-Haram Al-Shareef e in altri Luoghi Santi di Gerusalemme l'8 ottobre 1990. Secondo i diversi rapporti, tra i 17 ei 21 palestinesi sono stati uccisi e più di 150 feriti dalle forze di sicurezza israeliane, e più di 20 civili e poliziotti israeliani sono stati feriti dai palestinesi. Sebbene ci siano opinioni contrastanti su ciò che ha provocato gli scontri, gli osservatori sul posto, compreso il personale del Comitato Internazionale della Croce Rossa (CICR), hanno affermato che contro i civili palestinesi sono state usate munizioni vere. Si richiama l'attenzione, a tale proposito, sul fatto che sono state condotte numerose indagini. Oltre alla commissione d'inchiesta [israeliana] di cui ai precedenti paragrafi 3, 4 e 7, diverse organizzazioni per i diritti umani israeliane e palestinesi hanno condotto indagini proprie. I risultati di due di loro, B'Tselem e Al-Haq, sono stati comunicati al segretario generale, rispettivamente il 14 ottobre e il 28 ottobre 1990,, e vengono presentati separatamente come allegati al presente rapporto .
A seguito del rapporto, la risoluzione 681 del Consiglio di sicurezza delle Nazioni Unite del 20 dicembre 1990, che faceva riferimento alle risoluzioni 672 e 673, chiedeva che Israele applicasse la Quarta Convenzione di Ginevra ai palestinesi nei territori occupati.
Nel loro rapporto mondiale annuale del 1990 Human Rights Watch ha condannato il rapporto israeliano sull'incidente in quanto "menziona solo di sfuggita l' "uso incontrollato di munizioni vere" da parte della polizia, prestando scarsa attenzione a quella che avrebbe dovuto essere una questione centrale: l'uso di forza eccessiva, incluso sparare in mezzo alla folla con raffiche di armi automatiche".

## Risposta israeliana
Il governo israeliano ha affermato che i palestinesi hanno portato con sé le pietre e hanno inscenato l'incidente come una provocazione politica. Il Monte del Tempio è una pianura lastricata che di solito ha poche o nessuna pietra. Ma a quel tempo i lavori di costruzione fornirono alcune pietre.
Israele ha respinto la risoluzione delle Nazioni Unite che condannava l'incidente e chiedeva indagini, affermando di non aver prestato attenzione agli attacchi ai fedeli ebrei al Muro occidentale e che si trattava di un'interferenza nei suoi affari interni. Israele ha rifiutato l'ingresso alla missione, con la risoluzione 673 che esortava Israele a riconsiderare la sua decisione.
Il 26 ottobre 1990, Israele ha pubblicato un rapporto sulla violenza e ha concluso che la polizia israeliana ha agito con prudenza una volta che è stata attaccata, citando il timore per la sicurezza dei poliziotti sulla Spianata delle moschee. Il rapporto ha anche criticato la polizia per non aver valutato correttamente la situazione e non essere stata preparata con una forza maggiore per far fronte a qualsiasi eventualità.

Secondo il "Rapporto della Commissione d'inchiesta israeliana sugli eventi sul Monte del Tempio dell'8 ottobre 1990":
I membri del Waqf sapevano che la Corte Suprema aveva rifiutato la petizione dei Fedeli del Monte del Tempio per la posa della pietra di fondazione del Terzo Tempio, e la mattina dell'incidente non hanno risposto alle richieste degli agenti della polizia israeliana di calmare la folla. Questo, anche dopo che la polizia ha informato il Waqf che avrebbe anche impedito ai membri del Temple Mount Faithful e a chiunque altro di visitare l'area, sebbene tali visite siano consentite dalla legge.

## Risposta palestinese
I palestinesi hanno affermato di aver lanciato missili solo dopo che la polizia ha sparato contro di loro, mentre la polizia ha affermato il contrario. Il Consiglio superiore islamico ha commissionato un rapporto sugli eventi e lo ha presentato alle Nazioni Unite il 28 ottobre 1990. Nel rapporto i palestinesi affermano che "i musulmani hanno lanciato pietre contro i soldati solo dopo che erano stati colpiti da proiettili veri e gas lacrimogeni, e solo per difendersi e per fermare i soldati. I musulmani non hanno in alcun modo assalito luoghi santi e fedeli di altre religioni, atto che sarebbe contrario all'essenza stessa della loro religione."